# Secret industriel
Pour les articles homonymes, voir Secret (homonymie).
 (mars 2009).
Si vous disposez d'ouvrages ou d'articles de référence ou si vous connaissez des sites web de qualité traitant du thème abordé ici, merci de compléter l'article en donnant les références utiles à sa vérifiabilité et en les liant à la section « Notes et références ».
Le secret industriel consiste à maintenir secret des dispositifs techniques de fonctionnement ou de fabrication d'un produit afin que la concurrence ne puisse pas produire un produit équivalent ou pas dans les mêmes conditions.
Il est mieux défini et réglementé que la notion de secret commercial.

## Champ d'application

### Pays anglo-saxons
Le secret industriel a beaucoup varié selon les époques, les types d'industries et de produits, et les pays. Aux États-Unis, il est encadré par le « Freedom of Information Act. 5 U.S.C. § 552. U.S. Government Law » (2002). Au Royaume-Uni, c'est le « Freedom of Information Act 2000 ».

### France
En France, le secret industriel était encadré principalement par l'article L. 124-4 troisièmement du code de l'environnement et par loi du 17 juillet 1978 qui contient des exemptions de communication faisant « que bien souvent la règle du secret l'emporte sur toute autre considération » mais, à la suite du Grenelle de l'Environnement et des engagements du président de la République Nicolas Sarkozy, qui lors de la remise du relevé de conclusions du Grenelle de l’environnement a dit « Nous allons créer un droit à la transparence totale des informations environnementales de l'expertise. Toutes les données seront communicables, y compris sur le nucléaire et les OGM. Les seules limites seront le secret de la vie privée, la sécurité nationale et les secrets industriels », Corinne Lepage suggère dans un rapport de mission que le secret industriel soit mieux « encadré » et « limité aux secrets de fabrication » ; par contre, « l’amont et l’aval du secret de fabrication pourraient être rendus publics dans la mesure où ces informations permettent de mesurer l’impact sur l'environnement ou la santé. Cela signifie que toutes les études préalables à la délivrance d'une autorisation, toutes les études fournies en vue d'obtenir un avis d'une commission administrative et en particulier, les données brutes donnant lieu à interprétation devraient être libres d’accès ».
En outre, pour Corinne Lepage, « toutes les données relatives à l'impact sanitaire et environnemental lié au fonctionnement d'une entreprise ou aux conséquences d'un produit ou d'un service devraient être rendues publiques et libres d'accès, qu'elles soient ou non obligatoirement communiquées à l'administration. Autrement dit, en aucune manière le secret industriel ne pourrait être invoqué pour dissimuler des conséquences négatives ou potentiellement négatives pour la santé ou l'environnement connues de l'entreprise et a fortiori connues des pouvoirs publics ».

## Secret industriel et brevet
Bien que les brevets et le secret industriel répondent pour partie à une même démarche (empêcher le ou les concurrents de produire un bien), ils sont assez différents : le brevet permet grâce à des dispositifs légaux d'empêcher un concurrent d'utiliser les mêmes technologies pour une durée donnée fixée par le législateur (certains brevets portent sur d'autres types de contenus), ce qui suppose de les rendre publiques, alors que le secret industriel consiste à préserver ce secret.

## Secret industriel et communication
Le secret industriel peut être un outil de communication important; il permet d'entourer le produit d'une aura de secret qui va amener à penser que ce produit est supérieur à ses concurrents, mais il peut dans certains domaines avoir l'effet inverse.
Le secret industriel peut dans certains cas être essentiellement de la communication, comme dans le cas de la boisson Coca-Cola, dont la recette est globalement connue, mais il est appréciable au plan de communication de cette société de faire croire que ce secret est précieusement gardé[réf. nécessaire].

## Secret industriel et démarche scientifique
La démarche scientifique s'inscrit dans la libre circulation des idées, concepts et techniques afin que chacun puisse bénéficier des avancées faites par les autres chercheurs et que les recherches ne se fassent pas de façon redondante. Cette libre circulation des connaissances permet aussi l'émulation.
Or, le monde scientifique doit, dans de nombreux pays, en raison des faibles financements étatiques, solliciter les financements des entreprises privées et les convaincre de financer en partie ou en totalité leurs recherches et donc se plier en partie à leurs exigences, outre la possible réorientation des recherches ; ce financement peut imposer des clauses de confidentialité et donc se soustraire à la démarche de libre circulation des connaissances.

## Dangers du secret industriel
L'entreprise qui choisit d'adopter le secret industriel sur une nouvelle invention peut se retrouver bloquée dans son utilisation par un concurrent qui découvrirait ce procédé plus tard et déciderait de le breveter. Cette mésaventure est arrivée à la société Elf Aquitaine dans le domaine des Terres rares.[Comment ?]